# الشبرم
الشبرم منطقة عراقية في ناحية الشبكة في قضاء النجف،(1) غرب محافظة النجف بالبادية العراقية شرق طريق زبيدة، بجنوب غرب العراق، حتى سنة 1949 كان بها خمس آبار عذبة مِن أهم آبار طوال الحجرة، طولها 60 باعاً تعادل 105 أمتار، منها أربع غزيرة الماء، والخامسة قليلة، إلا بئر العود غزير مالح، ومن الجل إلى الشبرم طريق سهل مسافته 21-27 كيلومتراً، الشبرم في شمال غرب اللعاعة، وبينهما طريق أكثره سهل طوله 13 كيلومتراً. وكانت الشبرم من موارد فرقة الذرعان من عشيرة الظفير العراقية. ثم كانت عائدة لتصرّف عشيرة الدهامشة من عنزة بحسب توزيع وزارة الداخلية العراقية.
| الموقع  | البعد كيلومتراً |
| السلمان | 132            |
| عدهان   | 41             |
| اللعاعة | 13             |

## الهوامش
- «1»:قال ياقوت الحموي في معجمه "شُبْرُمٌ:بالضم...قال أبو عبيد السكوني: هو ماء عذب في البادية، بينه وبين الجبل تسعة أميال، وهو لبني عجل في طرف البريّة من الكوفة.[7]

## وصلات خارجية
- موقع الشبرم في الخارطة العراقية اللوجستية العامة (Ash Shubrum) Iraq:General Logistics Planning Map 2015